# 레반 테디아슈빌리
레반 키테사스 제 테디아슈빌리(조지아어: ლევან ქიტესას ძე თედიაშვილი, 러시아어: Леван Китоевич Тедиашвили 레반 키토예비치 테디아시빌리[*], 1948년 3월 15일~2024년 2월 17일)는 소련과 조지아의 레슬링선수, 군인, 정치인, 배우이다. 1972년 하계 올림픽에서 자유형 미들급, 1976년 하계 올림픽 자유형 라이트헤비급 금메달을 획득했다.